# Абдуллин, Раушан Мухамедович
Раушан Мухамедович Абдуллин  (26 июня 1988, Нариманова, Тюменская область — 8 августа 2008, Цхинвал, Южная Осетия) — разведчик-сапёр 2 группы 2 роты 107 отряда специального назначения 10-й отдельной бригады специального назначения Северо-Кавказского военного округа, рядовой. Герой Российской Федерации (2009, посмертно).

## Биография
Родился 26 июня 1988 года в деревне Нариманова Тюменского района Тюменской области. В 2006 году окончил среднюю школу, в декабре того же года был призван в Вооружённые силы Российской Федерации.
Отслужив полтора года в рядах Российской армии в Краснодарском крае, он остался служить по контракту в составе российских миротворческих сил в Южной Осетии. В августе 2008 года началась война в Грузии, стартовой точкой которой стал штурм Цхинвали грузинскими войсками.

## Подвиг
8 августа 2008 года в составе отряда ГРУ (10-й отдельной бригады специального назначения Северо-Кавказского военного округа) рядовой Р. М. Абдуллин находился в составе батальона бывших миротворческих сил ССПМ, принявших первые удары грузинских войск. Согласно официальной биографии, осколок снаряда перебил ему ноги, но с этим ранением рядовой Абдуллин с помощью ручного противотанкового гранатомёта ценой своей жизни уничтожил танк противника, обстреливавший позиции военнослужащих батальона и мирных жителей. Он погиб от потери крови на поле боя.
Похоронен на кладбище в родной деревне Нариманова.

## Награды
- звание Героя Российской Федерации (посмертно) — Указом Президента Российской Федерации № 1026 от 9 сентября 2009 года «за мужество и героизм, проявленные при исполнении воинского долга в Северо-Кавказском регионе».
- Югоосетинский орден «Уацамонга» — награждён 20 февраля 2019 года «за мужество и героизм, проявленные при отражении агрессии Грузии против народа Южной Осетии в августе 2008 года»[1].

## Память
Гранитная памятная доска, которую установят у входа в школу в деревне Нариманова Тюменского района, где учился погибший.
В Тюменском микрорайоне г. Тюмени, в районе гипермаркетов Лента и Ашан улица названа именем Р. Абдуллина.
29 октября 2011 года в деревне Нариманова Тюменской области открыта деревянная мечеть в честь Раушана Мухамедовича Абдуллина.
Бюст рядового Раушана Абдуллина был установлен в его родной деревне в Тюменской области в день военной разведки - 5 ноября 2024 года.